# Tubular Bells
Tubular Bells —en español, Campanas tubulares— es el primer disco de estudio del compositor y músico británico Mike Oldfield, lanzado el 25 de mayo de 1973. Se compone de dos pistas en su mayoría instrumentales. Oldfield, que tenía 19 años cuando se grabó, tocó casi todos los instrumentos. Inicialmente se vendió lentamente, pero ganó gran atención mundial cuando su tema de apertura se utilizó en la banda sonora original de la película de terror estrenada el mismo año El Exorcista dirigida por William Friedkin. Tubular Bells fue el primer lanzamiento de la discográfica de Virgin Records, propiedad del empresario Richard Branson, disco con el que logró introducirse y consolidarse en el mercado musical internacional. Fue uno de los discos más vendidos de toda la historia del rock con aproximadamente 15 millones de copias en todo el mundo, mayormente en Europa, y estuvo en la lista británica de éxitos durante 279 semanas seguidas. Además, la crítica y sus fans alabaron tanto su calidad como su originalidad. El disco tuvo dos secuelas: Tubular Bells II y Tubular Bells III, ambas editadas en 1992 y 1998, respectivamente por la discográfica Warner Music Group (WMG).

## Grabación

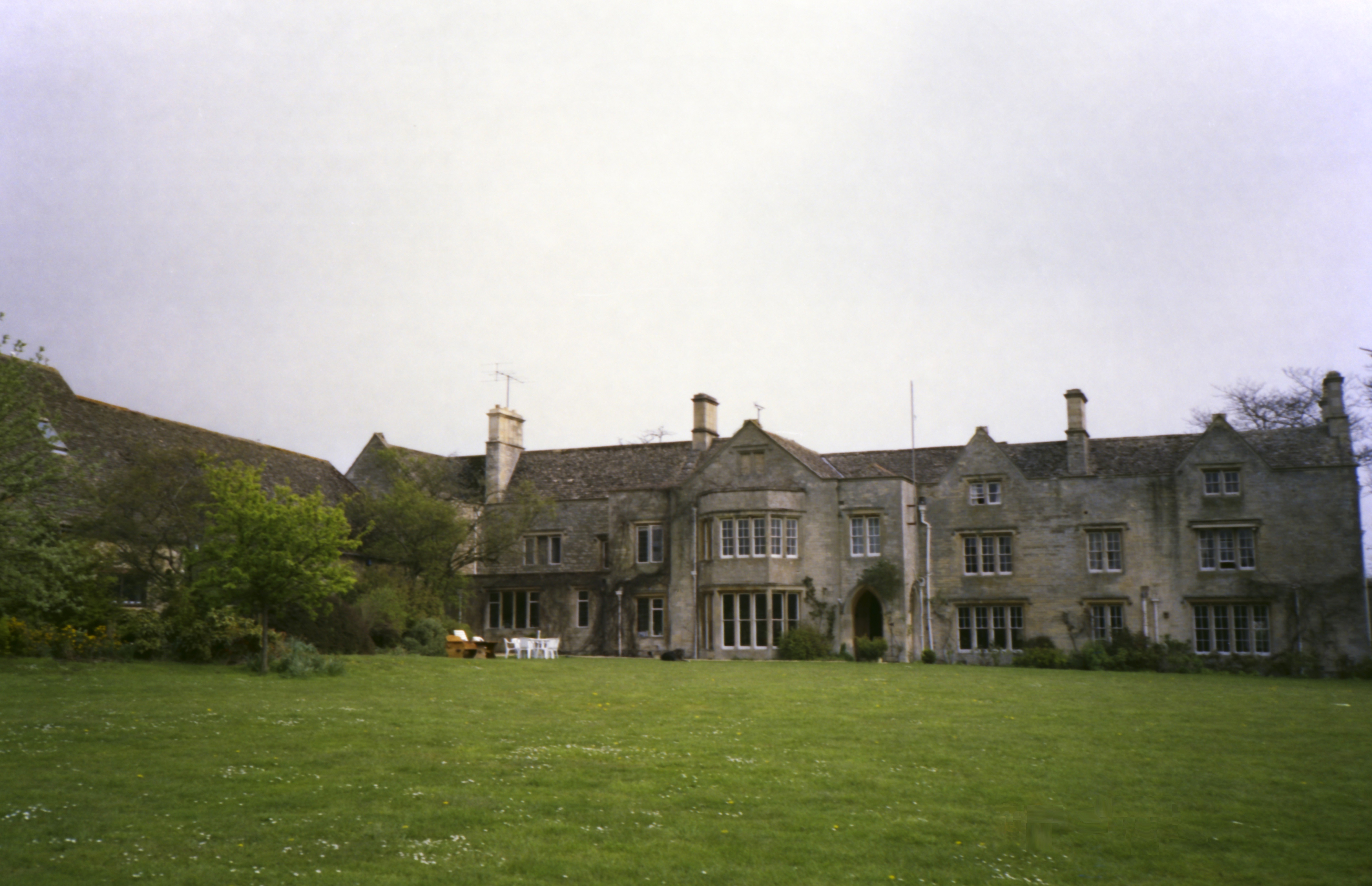
Tubular Bells se grabó en el estudio The Manor, propiedad entonces de Richard Branson, entre sesión y sesión.

La grabación de Tubular Bells se realizó en el estudio The Manor, una mansión estudio situada en Oxfordshire a las afueras de Londres, pionera en Inglaterra, propiedad del empresario Richard Branson, en donde las grabaciones se hacían de manera artesanal. Originalmente, Olfield había ofrecido la maqueta a varias discográficas sin que existiera un interés inicial de aquellas por editarlo, entre otras cosas, por tratarse de una composición muy extensa y sin canciones, a diferencia de como era tendencia en esa época. Sin embargo, Oldfield entró como músico de sesión para Arthur Louis y, a raíz de ahí, conoció a Richard Branson quien poseía unas cuantas tiendas de venta de discos a domicilio y que pretendía montar su propia discográfica, la futura multinacional, Virgin Records. Tom Newman y Simon Heyworth, que trabajaban en el estudio de The Manor, oyeron la maqueta de Oldfield quedando fascinados por ella e hicieron que Branson se interesase por aquella obra musical.
Al tratarse de una larga sinfonía ejecutada con una multitud de instrumentos —prácticamente todos ellos ejecutados por Oldfield— existieron dificultades técnicas para grabar todos a la vez, ya que solo se disponía de ocho canales para grabar las pistas. Se tuvo que recurrir a trucos artesanales como el bloqueo del cabezal de borrado en las grabadoras para poder grabar varios instrumentos.

## Estructura

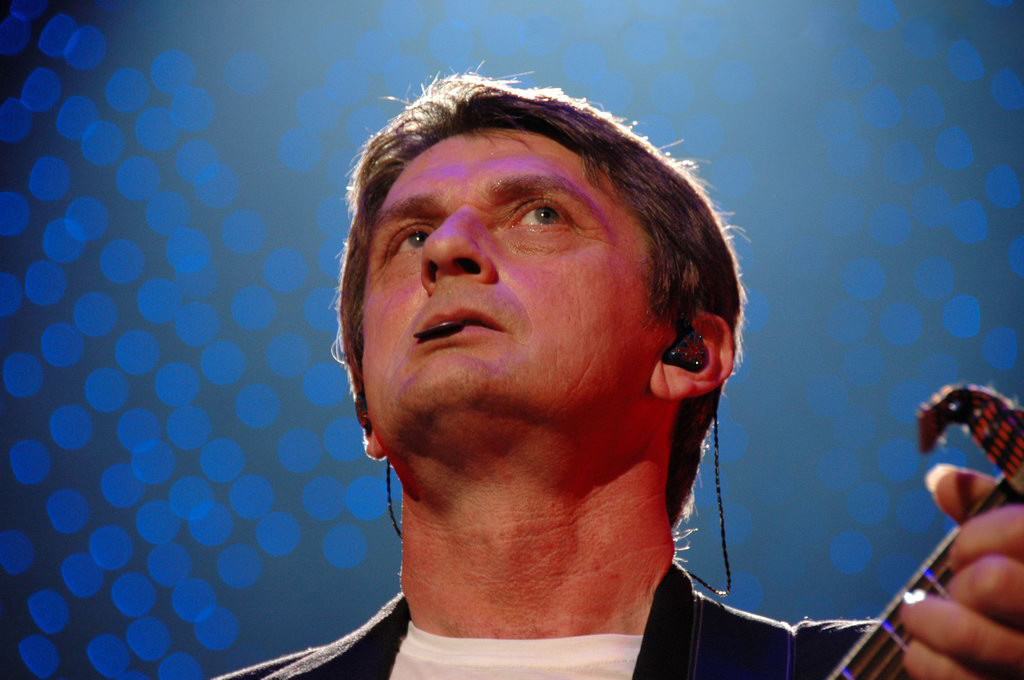
El multinstrumentista Mike Oldfield (en la imagen, durante un concierto de 2009) compuso todas las melodías del álbum y tocó prácticamente todos los instrumentos.

La música se desarrolla a través de diferentes ideas que van evolucionando, concatenándose y fusionándose a lo largo del disco, combinando diversos matices e instrumentos musicales. Así, se generan varios momentos álgidos en cada sección del disco. Tubular Bells se compone de dos piezas («Part One» y «Part Two»), en las que son desarrolladas un sinfín de melodías, en donde se introducen varias ideas originales, que serán una constante tanto en esta obra como en sus futuras secuelas, como: la ausencia de canciones, el llamado «maestro de ceremonias» y «el hombre de las cavernas».
Ausencia de canciones
Sobre el primero de estas tres características básicas, la ausencia de canciones, aunque las voces son utilizadas en coros y en ocasiones como acompañamientos, en todo el disco —de unos 45 minutos de duración— no existe una sola canción con letra como tal. Esto fue algo que a Richard Branson no le gustaba y presionó a Oldfield para que incluyera alguna parte con letra en el disco, con lo que el músico expresó su hartazgo incorporando «el hombre de Piltdown», aún sin ser una canción al uso.
El maestro de ceremonias

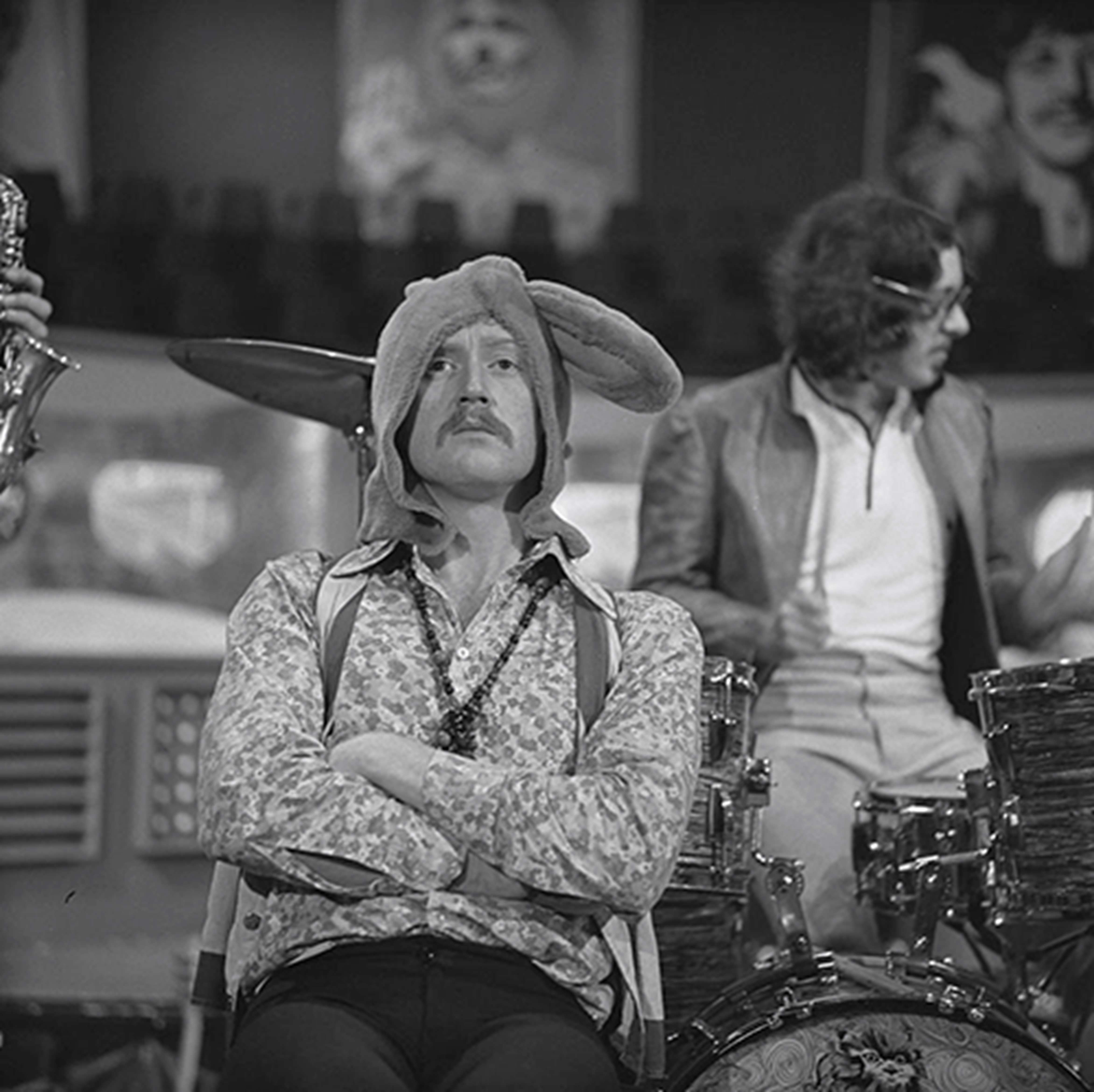
El cantante, músico y poeta cómico Vivian Stanshall (en la imagen) hizo de «maestro de ceremonias» al final de «Part One» de Tubular Bells.

Sobre el llamado «maestro de ceremonias», sin duda, esta fue una de las parte más originales de Tubular Bells. Mike Oldfield contó con la voz del cantante, músico y poeta, Vivian Stanshall, miembro del famoso grupo cómico-musical inglés Bonzo Dog Doo-Dah Band, que casualmente se encontraban grabando en los estudios de The Manor al mismo tiempo que el álbum de Oldfield iba tomando forma. El músico de Reading pensó que sería una gran idea incorporar la voz de Stanshall como «maestro de ceremonias», aunque fue demasiado tímido como para pedírselo. Tuvo que ser uno de los productores del álbum, Simon Heyworth, quien se lo pidiera a Stanshall y este, finalmente, aceptó. El papel del llamado «maestro de ceremonias» era el de ir presentando uno a uno los instrumentos que intervienen en el disco durante el tramo final «Part One» mientras estos se van uniendo a la melodía principal siendo el último en entrar las campanas tubulares a las que alude el título del disco. A lo largo de los años ha habido varios «maestros de ceremonias» como los actores Alan Rickman y John Cleese en Tubular Bells II y Tubular Bells 2003, respectivamente.
El hombre de Piltdown

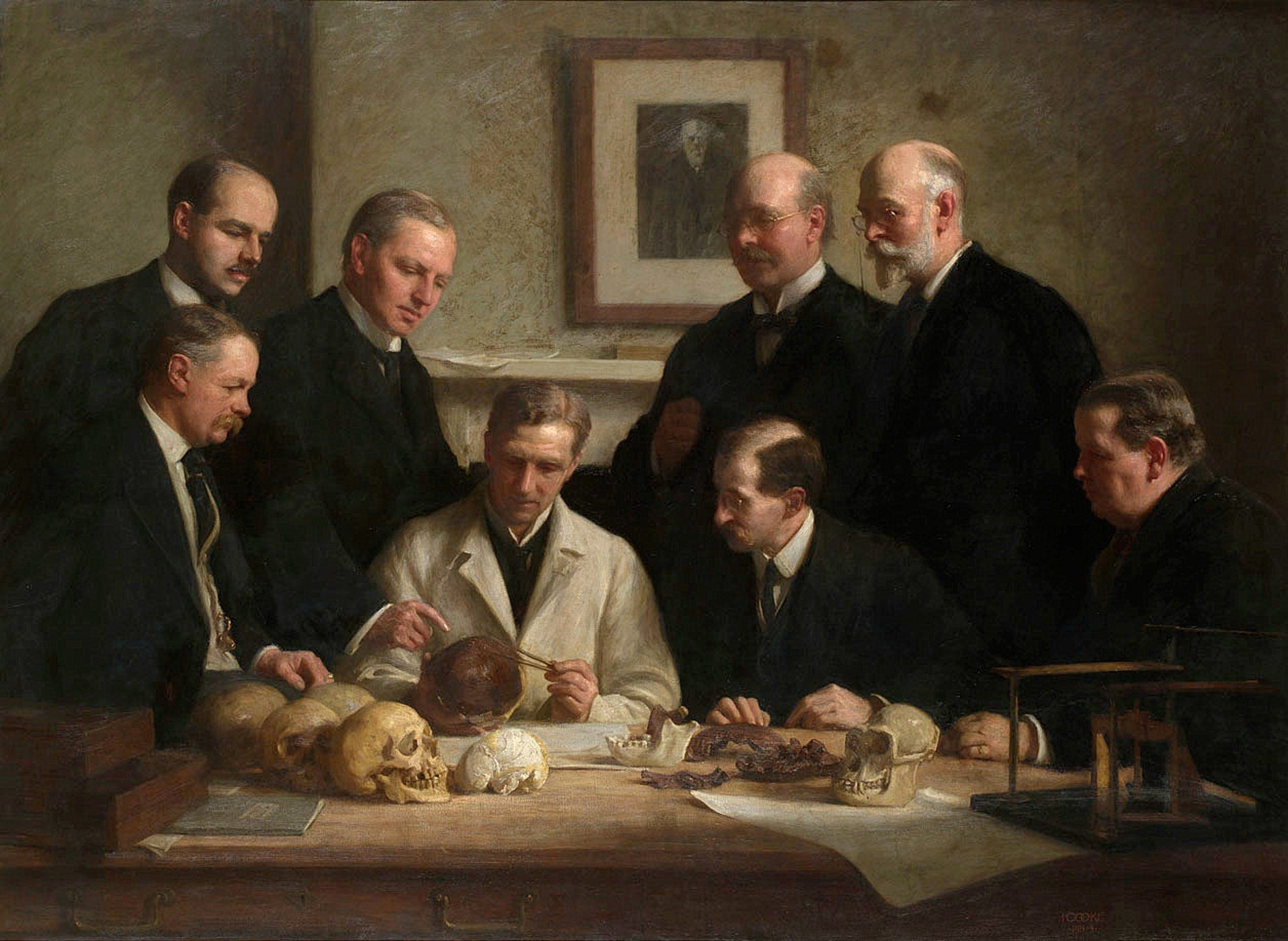
El cuadro pintado por John Cooke en 1915, conmemorativo al descubrimiento del hombre de Piltdown.

Uno de los momentos más «duros» del disco es «The Piltdown Man», también conocido como «el hombre de las cavernas». Su origen se remonta en un yacimiento arqueológico en donde se encontró la calavera de un humano con la mandíbula de un simio. Aquello significó una gran revolución, y se creó una enorme polémica. Finalmente, se descubrió que el hallazgo había sido una estafa. El propio Oldfield, durante una noche de borrachera, hizo su particular versión vocal de cómo imaginó a aquel monstruo rudo e ignorante en esta sección de la cara B del disco.
El final de la obra es un arreglo de un tema tradicional titulado «The Sailor's Hornpipe», de la que se grabaron varias versiones, una de ellas con la voz de Vivian Stanshall ebrio recorriendo las dependencias de The Manor mientras este iba relatando su paseo.

## Portada
La portada de Tubular Bells la realizó Trevor Key, quien también ha trabajado para Peter Gabriel o Phil Collins. Estuvo hecha a base de varias fotografías diferentes. En 1973 no se usaban ordenadores, así que el montaje es totalmente artesanal. Las fotografías de la portada y la contraportada fueron hechas en la misma localización. Muy probablemente se trate de las localidades del sur de Inglaterra de Hastings o Eastbourne. Thomas Newman sostiene esta teoría mientras que Oldfield se inclina a pensar que se trata de Brighton.
El origen de la portada hace referencia a que Oldfield tocó tan fuerte las campanas tubulares durante el proceso de grabación del disco, con un martillo de hierro en vez de los tradicionales hechos de madera, que literalmente dobló la campana. El propio Oldfield recuerda: 

Realmente quería un sonido como de campanario de iglesia, un sonido fuerte, así que decidí usar martillos de hierro. Golpeé las campanas después de tomar carrerilla por todo el estudio

Esa experiencia le sirvió a Trevor Key, fotógrafo especialista en objetos metálicos, para moldear la famosa campana retorcida de forma tubular que decora la portada. Hoy en día se asocia como el símbolo Oldfield. Él mismo eligió tal símbolo cuando creó en 1977 su propia compañía de discos, Oldfield Music Ltd.

## Lanzamiento

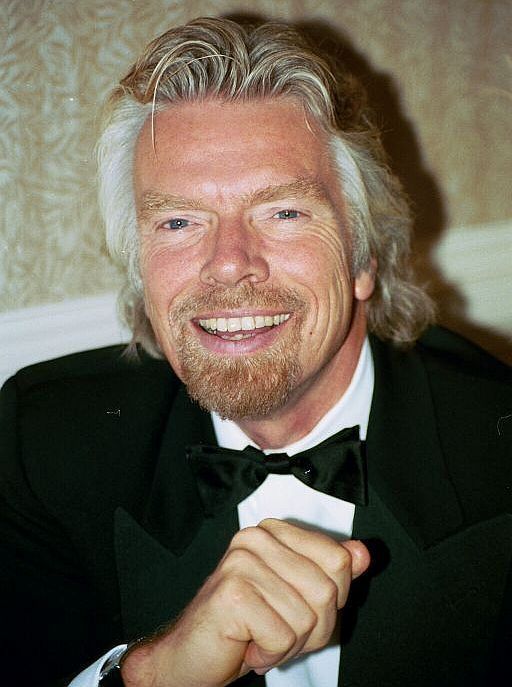
Richard Branson, propietario de Virgin Records no estuvo demasiado de acuerdo con algunas decisiones de Oldfield con respecto al álbum.

El éxito sorprendente de Tubular Bells abrumó a Oldfield que, por aquellos días, estaba sumido en sus particulares problemas personales. La temprana muerte de su madre generó en él un inicial rechazo a la sobreexposición en los medios, actitud que ha sido característica en él desde entonces hasta que ingresó en un controvertido seminario de crecimiento personal denominado Exégesis.
Cuando Tubular Bells fue lanzado al mercado, los discos rock eran fabricados con polímeros reciclados de baja calidad a partir de vinilos reciclados debido a la crisis del petróleo. Solo las obras clásicas eran prensadas en vinilos no reciclados. Esto disgustó tanto a Oldfield como a los productores del disco, que se quejaron con Branson por la mala calidad de sonido exigiendo una mejor fabricación para los vinilos. Finalmente, Richard Branson aceptó no usar material reciclado para planchar las copias del disco.

## Reediciones y secuelas
Tubular Bells fue reeditado en varias ocasiones. En 1990 lo relanzó Atlantic Records, en 2000 Virgin para la colección Mike Oldfield Remastered y en 2009 por Universal Music Group, en este caso, incluyendo «Mike Oldfield's Single», publicado en junio de 1974 y la versión original de «The Sailor's Hornpipe», interpretada con Vivian Stanshall y registrada en 1973 como bonus tracks.
El disco tuvo dos secuelas: Tubular Bells II y Tubular Bells III, ambas editadas en 1992 y 1998, respectivamente por la discográfica WEA.

## Premios
Tubular Bells llegó al puesto uno en el Reino Unido y al puesto tres en la lista de Billboard de Estados Unidos en 1974.

## Listado de temas

### Edición original 1973
Lado uno
- «Tubular Bells, Part One» – 25:58

Lado dos
- «Tubular Bells, Part Two» – 23:20

### Edición Deluxe (2009)
La edición Deluxe cuenta con la obra original e incorpora una nueva mezcla más dos temas extras.
- «Tubular Bells (Part One)» (2009 stereo mix) – 25:58
- «Tubular Bells (Part Two)» (2009 stereo mix) – 23:20
- «Mike Oldfield's Single» – 3:53
- «Sailor's Hornpipe» (Vivian Stanshall version) – 2:48

Compuesto por Mike Oldfield salvo «The Sailor's Hornpipe» que es un arreglo de un tema tradicional.
Fuente: Discogs

## Créditos
| Mike Olfield Piano de cola, carillón, órgano Farfisa, bajo eléctrico, guitarra eléctrica, guitarra eléctrica de doble velocidad, amplificador de acorde de órgano a motor, mandolina, guitarras con efecto Fuzz, percusión variada, guitarra acústica, Flageolet, cencerro, órgano Lowrey, campanas tubulares, guitarra española, timbales de concierto, guitarras sonando como gaitas, Piltdown man, órgano Hammond, coro | Otros músicos - Steve Broughton – Batería - Sally Oldfield – Voces - Mundy Ellis – Voces - Jon Field – Flautas - Lindsay Cooper – Bajos - Vivian Stanshall – Maestro de ceremonias - «Coro nasal» - Coro «pirata» – Coro de The Manor dirigido por Mike Oldfield |